# Villebourg
Villebourg település Franciaországban, Indre-et-Loire megyében. Lakosainak száma 304 fő (2022. január 1.). Villebourg Bueil-en-Touraine, Épeigné-sur-Dême, Saint-Christophe-sur-le-Nais, Saint-Paterne-Racan és Dissay-sous-Courcillon községekkel határos.

## Népesség
A település népessége az elmúlt években az alábbi módon változott:
| Lakosok száma | 328  | 286  | 251  | 276  | 288  | 294  | 298  | 301  | 306  | 304  |
|               | 1968 | 1982 | 1990 | 2006 | 2013 | 2015 | 2017 | 2019 | 2020 | 2022 |